# Activitat de les seleccions esportives catalanes - 2004
De l'activitat de les seleccions esportives catalanes de l'any 2004 destaca el campionat del Món "B" aconseguit per la selecció catalana d'hoquei sobre patins masculina, mesos després que la Federació Catalana de Patinatge obtingués el reconeixement oficial provisional per part de la Federació Internacional de Patinatge (FIRS). A més, la selecció catalana també va guanyar la primera edició de la Blanes Golden Cup. El mes de novembre, a l'assemblea de la FIRS a Fresno es va revocar el reconeixement provisional, una decisió que va haver de tornar a ser votada l'any 2005, després que el Tribunal d'Arbitratge de l'Esport dictaminés que en aquella votació s'havien infringit alguns punts dels estatuts de la FIRS.
La selecció catalana de pitch and putt va guanyar la primera Copa del Món, disputada a Chia (Itàlia).
Aquest 2004 també va obtenir el seu reconeixement internacional a nivell europeu la Federació Catalana de Futbol Sala i es va produir el debut al campionat d'Europa tant de la selecció femenina, que es va proclamar subcampiona d'Europa, com de la masculina.
Resultats de les seleccions esportives catalanes durant l'any 2004:
| Gener 2004 |                |         |                     |           |        |      |         |                    |
| 24-25      | Pitch and putt | Amistós | Castelló d'Empúries | Catalunya | Itàlia | 11-1 | Masculí | [ 8 ] [ 9 ] [ 10 ] |

| Febrer 2004 |              |                                |           |           |           |     |         |        |
| 10          | Futbol sala  | Amistós                        | Barcelona | Catalunya | País Basc | 4-2 | Masculí |        |
| 24          | Tennis taula | Amistós                        | Ripollet  | Catalunya | Suïssa    | 5-0 | Femení  |        |
| 22-28       | escacs       | Campionat d'Europa de Veterans | Dresden   |           |           | 7è  | Mixt    | [ 13 ] |

| Març 2004 |               |         |                  |      |           |     |         |               |
| 12        | Hoquei patins | Amistós | Santiago de Xile | Xile | Catalunya | 2-5 | Femení  |               |
| 12        | Hoquei patins | Amistós | Santiago de Xile | Xile | Catalunya | 2-3 | Masculí | [ 14 ] [ 15 ] |

| Abril 2004 |              |         |     |           |        |     |         |        |
| 30         | Tennis taula | Amistós | Vic | Catalunya | Suïssa | 5-0 | Masculí | [ 16 ] |

| Maig 2004 |              |                             |                    |                      |                 |         |         |        |
| 13        | Futbol sala  | Campionat d'Europa          | Volgograd (Rússia) | Catalunya            | Armènia         | 9-1     | Femení  | [ 17 ] |
| 14        | Futbol sala  | Campionat d'Europa          | Volgograd (Rússia) | Catalunya            | Bèlgica         | 2-1     | Femení  | [ 18 ] |
| 15        | Futbol sala  | Campionat d'Europa          | Volgograd (Rússia) | Catalunya            | Ucraïna         | 2-1     | Femení  | [ 19 ] |
| 16        | Futbol sala  | Campionat d'Europa          | Volgograd (Rússia) | Rússia               | Catalunya       | 2-0     | Femení  | [ 6 ]  |
| 25        | Futbol       | Amistós                     | Barcelona          | Catalunya            | Brasil          | 2-5     | Masculí | [ 20 ] |
| 28        | Halterofília | Torneig Ciutat de Barcelona | Barcelona          | Bulgària · Catalunya | Itàlia · França | BUL     | Masculí |        |
| 29        | Escacs       | Quadrangular amistós        | Andorra la Vella   | Andorra              | Catalunya       | 2-4     | Masculí | [ 22 ] |
| 29        | Escacs       | Quadrangular amistós        | Andorra la Vella   | Catalunya            | Luxemburg       | 4,5-1,5 | Masculí |        |
| 30        | Escacs       | Quadrangular amistós        | Andorra la Vella   | Catalunya            | País Basc       | 3,5-2,5 | Masculí |        |

| Juny 2004 |         |         |           |           |             |       |         |        |
| 8         | Handbol | Amistós | Barcelona | Catalunya | Sèrbia i M. | 21-23 | Masculí | [ 23 ] |
| 21        | Bàsquet | Amistós | Barcelona | Catalunya | Lituània    | 84-94 | Femení  | [ 24 ] |
| 21        | Bàsquet | Amistós | Barcelona | Catalunya | Lituània    | 92-79 | Masculí | [ 25 ] |

| Juliol 2004 |           |                    |           |  |                                  |              |         |               |
| 9           | Atletisme | Amistós triangular | Barcelona |  | Finlàndia · Portugal · Catalunya | 87 76 59     | Femení  | [ 26 ] [ 27 ] |
| 9           | Atletisme | Amistós triangular | Barcelona |  | Finlàndia · Portugal · Catalunya | 99,5 91,5 71 | Masculí |               |

| Setembre 2004 |               |            |           |           |              |     |         |               |
| 3             | Hoquei patins | Golden Cup | Blanes    | Catalunya | Estats Units | 9-1 | Masculí | [ 28 ] [ 29 ] |
| 3             | Hoquei patins | Golden Cup | Blanes    | Blanes HC | Catalunya    | 6-1 | Masculí | [ 29 ] [ 30 ] |
| 4             | Hoquei patins | Golden Cup | Blanes    | Itàlia    | Catalunya    | 2-3 | Masculí | [ 31 ]        |
| 5             | Hoquei patins | Golden Cup | Blanes    | Blanes HC | Catalunya    | 2-3 | Masculí | [ 32 ]        |
| 11            | Futbol        | Amistós    | Barcelona | Catalunya | Itàlia       | 2-2 | Femení  |               |

| Octubre 2004 |                |                          |               |                     |                   |         |         |                     |
| 9            | Pitch and putt | Campionat del Món        | Chia (Itàlia) | Catalunya           | Itàlia            | 5-0     | Masculí |                     |
| 9            | Pitch and putt | Campionat del Món        | Chia (Itàlia) | Catalunya           | Noruega           | 3,5-1,5 | Masculí |                     |
| 10           | Pitch and putt | Campionat del Món        | Chia (Itàlia) | Catalunya           | Països Baixos     | 3-2     | Masculí |                     |
| 16           | Hoquei patins  | Campionat Món B          | Macau         | Catalunya           | Austràlia         | 11-0    | Masculí | [ 33 ] [ 34 ]       |
| 16           | Corfbol        | Amistós                  | Terrassa      | Catalunya           | Gran Bretanya     | 7-14    | Mixt    | [ 35 ]              |
| 17           | Corfbol        | Amistós                  | Vacarisses    | Catalunya           | Gran Bretanya     | 13-12   | Mixt    | [ 35 ]              |
| 17           | Hoquei patins  | Campionat Món B          | Macau         | Catalunya           | Àustria           | 12-0    | Masculí | [ 36 ] [ 37 ]       |
| 18           | Hoquei patins  | Campionat Món B          | Macau         | Catalunya           | Japó              | 8-0     | Masculí | [ 38 ]              |
| 19           | Hoquei patins  | Campionat Món B          | Macau         | Catalunya           | Anglaterra        | 11-0    | Masculí | [ 39 ]              |
| 19           | Hoquei patins  | Campionat Món B          | Macau         | Catalunya           | Corea del Nord    | 10-0    | Masculí |                     |
| 21           | Hoquei patins  | Campionat Món B          | Macau         | Catalunya           | Taipei Xinès      | 12-1    | Masculí | [ 40 ] [ 41 ]       |
| 22           | Hoquei patins  | Campionat Món B          | Macau         | Catalunya           | Andorra           | 8-0     | Masculí | [ 42 ]              |
| 23           | Hoquei patins  | Campionat Món B          | Macau         | Catalunya           | Anglaterra        | 6-0     | Masculí | [ 1 ] [ 43 ] [ 44 ] |
| 24           | Beisbol        | Amistós                  | Barcelona     | Catalunya           | Selecció Europa   | 3-5     | Masculí | [ 45 ]              |
|              | Corfbol        | Amistós                  | Terrassa      | Catalunya           | Països Baixos     | 11-11   | Mixt    | [ 46 ] [ 47 ]       |
| 31           | Halterofília   | Torneig Ciutat de Girona | Girona        | Turquia · Catalunya | Bulgària · Itàlia | TUR     | Masculí | [ 49 ]              |

| Novembre 2004 |             |                    |                   |           |           |      |         |        |
| 24            | Futbol sala | Campionat d'Europa | Baranovichi (BLR) | Armènia   | Catalunya | 7-6  | Masculí |        |
| 25            | Futbol sala | Campionat d'Europa | Baranovichi (BLR) | Ucraïna   | Catalunya | 5-4  | Masculí |        |
| 26            | Futbol sala | Campionat d'Europa | Baranovichi (BLR) | Rússia    | Catalunya | 2-3  | Masculí | [ 50 ] |
| 27            | Futbol sala | Campionat d'Europa | Baranovichi (BLR) | Catalunya | Noruega   | 3*-3 | Masculí | [ 51 ] |

| Desembre 2004 |               |                      |                      |           |              |         |         |               |
| 9             | Escacs        | Quadrangular amistós | Sant Sebastià (EUS)  | Bulgària  | Catalunya    | 2,5-1,5 | Masculí | [ 52 ]        |
| 9             | Escacs        | Amistós              | Sant Sebastià (EUS)  | País Basc | Catalunya    | 2,5-0,5 | Femení  |               |
| 10            | Escacs        | Quadrangular amistós | Sant Sebastià (EUS)  | Catalunya | Argentina    | 1-3     | Masculí |               |
| 10            | Escacs        | Amistós              | Sant Sebastià (EUS)  | País Basc | Catalunya    | 2-1     | Femení  |               |
| 10            | Escacs        | Quadrangular amistós | Sant Sebastià (EUS)  | País Basc | Catalunya    | 1,5-2,5 | Masculí |               |
| 23            | Voleibol      | Amistós              | Vilanova i la Geltrú | Catalunya | Croàcia      | 2-3     | Femení  | [ 53 ]        |
| 23            | Voleibol      | Amistós              | Vilanova i la Geltrú | Catalunya | Andorra      | 3-0     | Masculí | [ 54 ]        |
| 27            | Voleibol      | Torneig Andorra      | Andorra la Vella     | Catalunya | Luxemburg    | 3-0     | Masculí | [ 55 ] [ 56 ] |
| 28            | Voleibol      | Torneig Andorra      | Andorra la Vella     | Andorra   | Catalunya    | 3-0     | Masculí | [ 57 ]        |
| 29            | Futbol        | Amistós              | Barcelona            | Catalunya | Argentina    | 0-3     | Masculí | [ 58 ]        |
| 29            | Hoquei patins | Amistós              | Barcelona            | Catalunya | Sel. Mundial | 13-8    | Masculí | [ 59 ] [ 60 ] |

- En negreta els esports on les seleccions catalanes estan reconegudes oficialment.
- En negreta els campionats internacionals oficials.